# Liste der Biografien/Carm
Liste der Biografien |
Portal Biografien |
Personensuche
# |
A |
B |
C |
D |
E |
F |
G |
H |
I |
J |
K |
L |
M |
N |
O |
P |
Q |
R |
S |
T |
U |
V |
W |
X |
Y |
Z |
?
 
Ca |
Cb |
Cc |
Ce |
Ch |
Ci |
Cj |
Ck |
Cl |
Cm |
Cn |
Co |
Cr |
Cs |
Ct |
Cu |
Cv |
Cw |
Cy |
Cz
 
Caa–Cag |
Cah |
Cai |
Caj |
Cak |
Cal |
Cam |
Can |
Cao–Cap |
Caq |
Car |
Cas |
Cat–Caz
 
Cara |
Carb |
Carc |
Card |
Care |
Carf |
Carg |
Carh |
Cari |
Carj |
Cark |
Carl |
Carm |
Carn |
Caro |
Carp |
Carq |
Carr |
Cars |
Cart |
Caru |
Carv |
Carw |
Cary |
Carz
Die Liste der Biografien führt alle Personen auf, die in der deutschsprachigen Wikipedia einen Artikel haben. Dieses ist eine Teilliste mit 149 Einträgen von Personen, deren Namen mit den Buchstaben „Carm“ beginnt.

## Carm

### Carma
- Carmack, Adrian (* 1969), US-amerikanischer Gamedesigner, Gründer von id Software
- Carmack, Chris (* 1980), US-amerikanischer Schauspieler und FotomodellChris Carmack (* 1980)

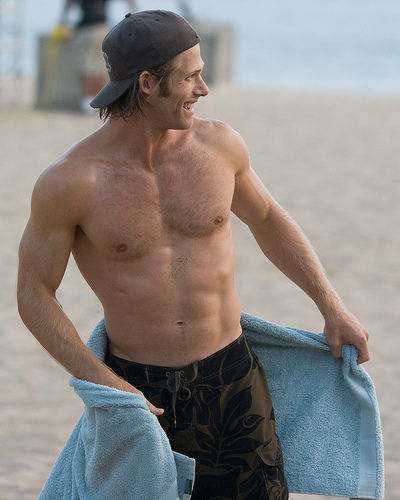
Chris Carmack (* 1980)

- Carmack, Edward W. (1858–1908), US-amerikanischer Politiker (Demokratische Partei)
- Carmack, George (1860–1922), US-amerikanischer Goldsucher
- Carmack, John (* 1970), US-amerikanischer Programmierer und Spielentwickler
- Carman (1956–2021), US-amerikanischer Sänger christlicher Popmusik
- Carman, Gregory W. (1937–2020), US-amerikanischer Jurist und Politiker
- Carman, Hayunga (1875–1965), kanadischer Musikpädagoge
- Čarman, Ivo (* 1959), jugoslawischer Skilangläufer
- Carman, Jack († 2005), US-amerikanischer Jazzmusiker (Posaune)
- Carman, Jackson (* 2000), US-amerikanischer Footballspieler
- Carman, Jenks (1903–1968), US-amerikanischer Country-Musiker und Gitarrist

### Carme
- Carmel (* 1958), britische Sängerin
- Carmel, Alex (1931–2002), -deutsch-israelischer Historiker
- Carmel, Liran, israelischer Genetiker und Bioinformatiker
- Carmel, Roger C. (1932–1986), US-amerikanischer Schauspieler und Synchronsprecher
- Carmeli, Michelangelo (1706–1766), italienischer Franziskaner und Philologe
- Carmeli, Moshe (1933–2007), israelischer theoretischer Physiker
- Carmeliet, Peter (* 1959), belgischer Mediziner
- Carmelita (* 1976), indonesische Badmintonspielerin
- Carmella (* 1987), US-amerikanische Wrestlerin
- Carmello, Carolee (* 1962), US-amerikanische Schauspielerin
- Carmen, Eric (1949–2024), US-amerikanischer Musiker, Sänger und SongschreiberEric Carmen (1949–2024)

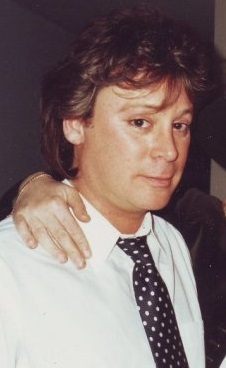
Eric Carmen (1949–2024)

- Carmen, Jeanne (1930–2007), US-amerikanische Schauspielerin
- Carmen, Jewel (1897–1984), US-amerikanische Schauspielerin
- Carmen, Johannes, französischer Komponist und Sänger des späten Mittelalters
- Carmen, Julie (* 1954), US-amerikanische Schauspielerin
- Carmen, Loene (* 1970), australische Sängerin, Liedtexterin und Schauspielerin
- Carmen, Phil (* 1953), Schweizer Musiker und Produzent
- Carmena, Manuela (* 1944), spanische Politikerin, Bürgermeisterin von Madrid
- Carmeno, Alex (* 1940), italienischer Modefotograf, Filmregisseur und Drehbuchautor
- Carmer, Carl von (1861–1922), deutscher Politiker und Politiker, MdR
- Carmer, Friedrich von (1849–1915), deutscher Rittergutsbesitzer und Politiker, MdR
- Carmer, Johann Heinrich von (1720–1801), preußischer Großkanzler und Justizreformer
- Carmer, Maximilian von (1833–1912), preußischer Generalmajor
- Carmer-Borne, Friedrich von (1827–1885), schlesischer Gutsbesitzer und Politiker
- Carmet, Jean (1920–1994), französischer SchauspielerJean Carmet (1920–1994)

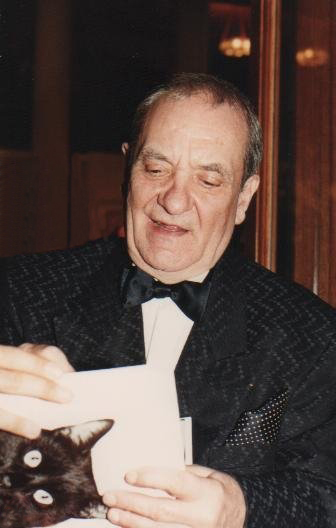
Jean Carmet (1920–1994)

### Carmi
- Carmi, Boris (1914–2002), russischstämmiger israelischer Photojournalist
- Carmi, Daniella (* 1956), israelische Schriftstellerin
- Carmi, Maria (1880–1957), italienische Schauspielerin
- Carmi, T. (1925–1994), US-amerikanisch-israelischer Dichter
- Carmi, Vera (1914–1969), italienische Schauspielerin
- Carmichael Harrell, Sarah (1844–1929), US-amerikanische Pädagogin und Reformerin
- Carmichael, Albert A. (1895–1952), US-amerikanischer Rechtsanwalt, Politiker
- Carmichael, Alexander (1832–1912), schottischer Autor und Volkskundler
- Carmichael, Alistair (* 1965), schottischer Politiker
- Carmichael, Ambrose (1866–1953), australischer Politiker
- Carmichael, Amy (1867–1951), britische Missionarin und Autorin
- Carmichael, Archibald Hill (1864–1947), US-amerikanischer Rechtsanwalt und Politiker
- Carmichael, Bob (1940–2003), australischer Tennisspieler
- Carmichael, Bob, US-amerikanischer Kameramann, Filmregisseur, Filmproduzent und Filmschaffender
- Carmichael, Bronte (* 2010), britische Schauspielerin
- Carmichael, Caitlin (* 2004), US-amerikanische Schauspielerin und Synchronsprecherin
- Carmichael, Chelsea, britische Jazzmusikerin (Saxophon, Komposition)
- Carmichael, Chris (* 1961), US-amerikanischer Radsport- und Triathlontrainer
- Carmichael, Claire (* 1940), australische Schriftstellerin
- Carmichael, Dan (* 1990), schottischer Fußballspieler
- Carmichael, Franklin (1890–1945), kanadischer Künstler
- Carmichael, Gershom († 1729), schottischer Philosoph
- Carmichael, Harold (* 1949), US-amerikanischer American-Football-Spieler
- Carmichael, Hoagy (1899–1981), US-amerikanischer Komponist, Pianist, Schauspieler und SängerHoagy Carmichael (1899–1981)

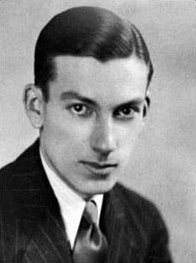
Hoagy Carmichael (1899–1981)

- Carmichael, Howard (* 1950), neuseeländischer Physiker
- Carmichael, Ian (1920–2010), britischer Schauspieler
- Carmichael, Ian S. E. (1930–2011), britisch-US-amerikanischer Geologe, Petrologe und Geochemiker
- Carmichael, Jerrod (* 1987), US-amerikanischer Komiker, Schauspieler, Drehbuchautor und Regisseur
- Carmichael, Jesse (* 1979), US-amerikanischer Gitarrist, Keyboarder und Backgroundsänger
- Carmichael, Katy (* 1971), britische Schauspielerin
- Carmichael, Laura (* 1986), britische SchauspielerinLaura Carmichael (* 1986)

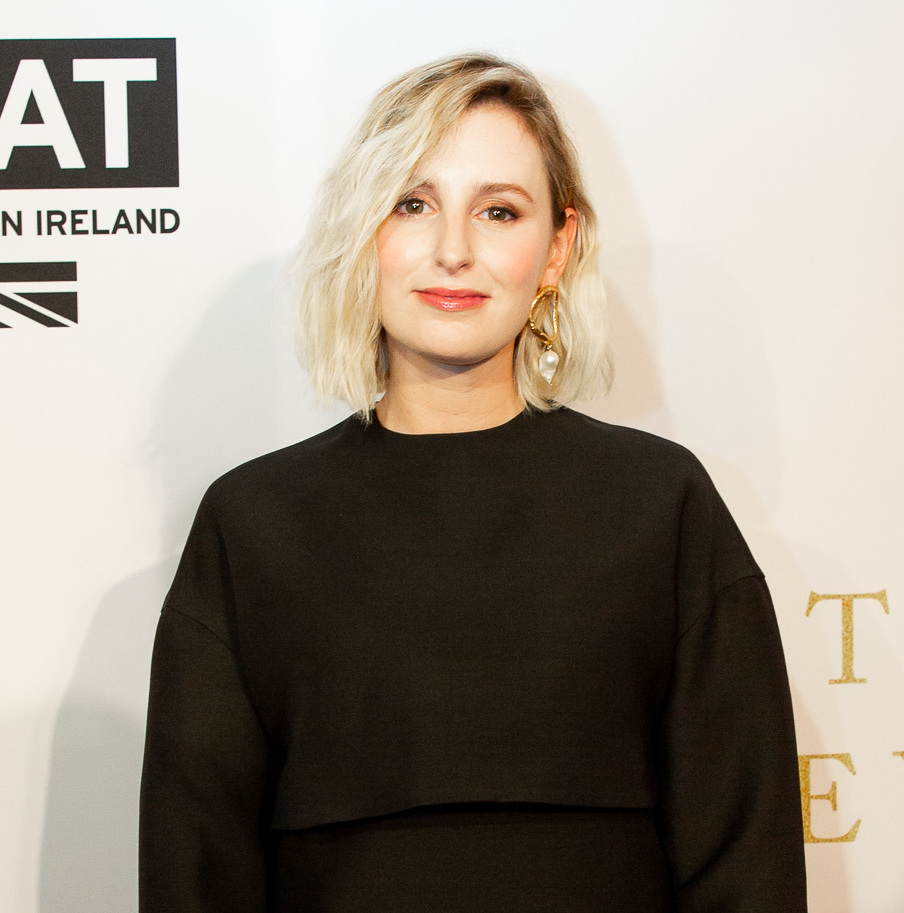
Laura Carmichael (* 1986)

- Carmichael, Leonard (1898–1973), US-amerikanischer Psychologe und Universitätspräsident
- Carmichael, Lindsey (* 1985), US-amerikanische Bogenschützin
- Carmichael, Malcolm (* 1955), britischer Ruderer
- Carmichael, Mary Grant (1851–1935), englische Komponistin und Pianistin
- Carmichael, Matt (* 1999), britischer Jazzmusiker (Tenorsaxophon, Komposition)
- Carmichael, Nelson (* 1965), US-amerikanischer Freestyle-Skisportler
- Carmichael, Phillip (1884–1973), australisch Rugby-Union-Spieler
- Carmichael, Richard Bennett (1807–1884), US-amerikanischer Politiker
- Carmichael, Ricky (* 1979), US-amerikanischer Motocrossfahrer
- Carmichael, Robert Daniel (1879–1967), US-amerikanischer Mathematiker
- Carmichael, Stokely (1941–1998), US-amerikanischer Bürgerrechtler
- Carmichael, William († 1795), US-amerikanischer Politiker und Diplomat
- Carmiencke, Johann Hermann (1810–1867), deutscher Landschaftsmaler
- Carmiggelt, Simon (1913–1987), niederländischer Schriftsteller und Journalist
- Carmignani, Dario (* 1968), italienischer Westernreiter
- Carmignola, Giuliano (* 1951), italienischer Violinist
- Carmille, René (1886–1945), Generalrevisor der französischen Streitkräfte und Mitglied der Résistance
- Carmin, E. R., Autor unbekannter Identität
- Carmina, Rosa (* 1929), mexikanische Schauspielerin, Tänzerin und Sängerin kubanischer Herkunft
- Carminati, Massimo (* 1958), italienischer Krimineller
- Carminati, Tullio (1891–1971), italienischer Schauspieler
- Carmine, Christianna, US-amerikanische Schauspielerin und Filmschaffende
- Carmine, Giovanni (* 1975), Schweizer Kurator, Kunstkritiker
- Carmine, Michael (1959–1989), US-amerikanischer Schauspieler
- Carmine, Pietro (1841–1913), italienischer Ingenieur und Politiker, Mitglied der Camera
- Carmine, Stefania (* 1966), Schweizer Radrennfahrerin
- Carminho (* 1984), portugiesische Fado-SängerinCarminho (* 1984)

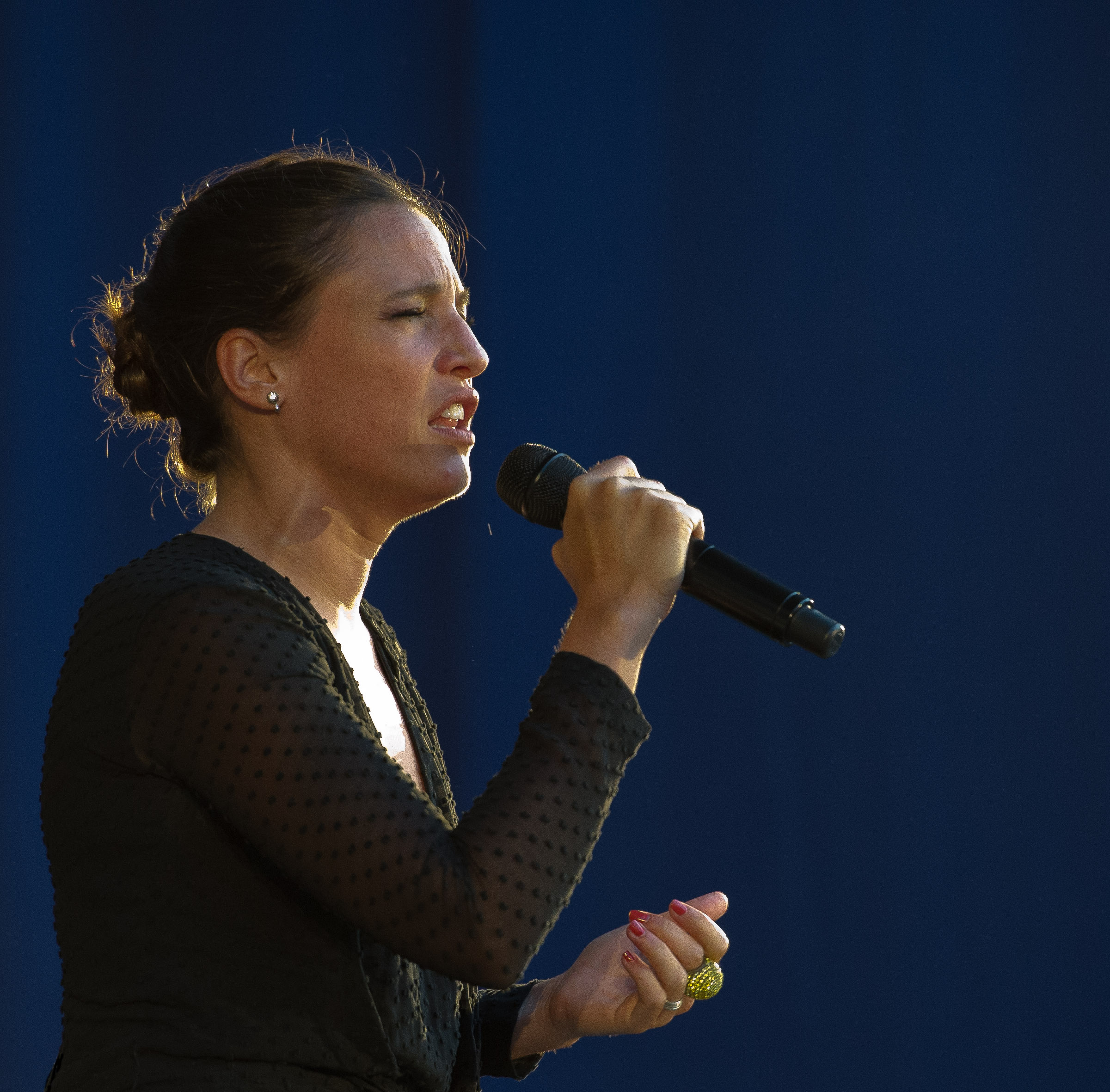
Carminho (* 1984)

- Carminius Lusitanicus, Lucius, Suffektkonsul 81
- Carminius Vetus, Sextus, römischer Konsul (116)
- Carminius Vetus, Sextus, römischer Konsul (150)
- Carminucci, Giovanni (1939–2007), italienischer Turner
- Carminucci, Pasquale (1937–2015), italienischer Turner
- Carmirelli, Pina (1914–1993), italienische Violinistin

### Carmo
- Carmo Neto, Alberto Valentim do (* 1975), brasilianischer Fußballspieler
- Carmo, Allan do (* 1989), brasilianischer Freiwasserschwimmer
- Carmo, Carlos do (1939–2021), portugiesischer Fado-Sänger
- Carmo, Dalila (* 1974), portugiesische Schauspielerin
- Carmo, Daniel Santos do, osttimoresischer Menschenrechtsaktivist
- Carmo, David (* 1999), portugiesischer Fußballspieler
- Carmo, Fernando do († 1975), osttimoresischer Politiker und Freiheitskämpfer
- Carmo, João do (1874–1931), portugiesischer Industrieller
- Carmo, Júlio do (* 1960), osttimoresischer Politiker
- Carmo, Lucília do (1919–1998), portugiesische Fado-Sängerin und Mutter des Fadosängers Carlos do Carmo
- Carmo, Manfredo do (1928–2018), brasilianischer Mathematiker
- Carmo, Manuel (1958–2015), portugiesischer Künstler und Buchautor
- Carmo, Quito (* 1986), osttimoresischer Fußballspieler
- Carmo, Wanderson do (* 1986), brasilianischer Fußballspieler
- Carmody, Don (* 1951), US-amerikanisch-kanadischer Filmproduzent
- Carmody, Edmond (* 1934), US-amerikanischer Geistlicher, Altbischof von Corpus Christi
- Carmody, Francis James (1907–1982), US-amerikanischer Romanist und Mediävist
- Carmody, Robert (1938–1967), US-amerikanischer Boxer
- Carmody, Thomas (1859–1922), US-amerikanischer Jurist und Politiker (Demokratische Partei)
- Carmoly, Eljakim (1802–1875), französischer Gelehrter und Literaturhistoriker
- Carmon, Dominic (1930–2018), US-amerikanischer Ordensgeistlicher und römisch-katholischer Weihbischof in New Orleans
- Carmon, Jakob (1677–1743), deutscher Rechtswissenschaftler
- Carmon, Yosef (1933–2022), israelischer Schauspieler und Theaterregisseur
- Carmona Ortega, Eduardo (* 1959), mexikanischer Ordensgeistlicher, römisch-katholischer Bischof von Córdoba
- Carmona, Adriana (* 1972), venezolanische Taekwondoin, Olympiateilnehmerin
- Carmona, Afonso (* 1964), osttimoresischer Jurist, Präsident des Tribunal de Recurso
- Carmona, Anthony (* 1953), trinidadischer Jurist und Politiker
- Carmona, António Óscar de Fragoso (1869–1951), Präsident Portugals (1926–1951)António Óscar de Fragoso Carmona (1869–1951)

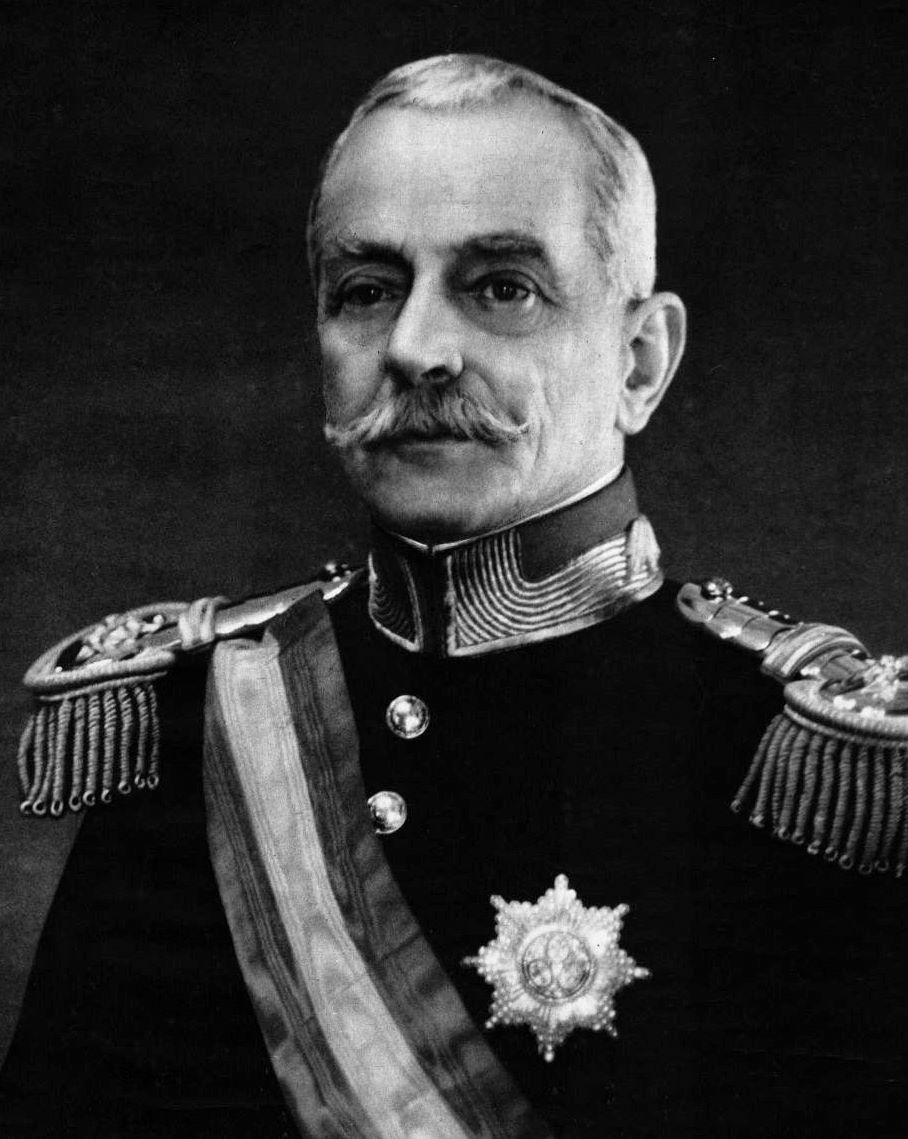
António Óscar de Fragoso Carmona (1869–1951)

- Carmona, Arturo (1909–1966), chilenischer Fußballspieler
- Carmona, Carlos (* 1931), chilenischer Fußballspieler
- Carmona, Carlos (* 1960), argentinischer Komponist, Gitarrist und Dirigent
- Carmona, Carlos (* 1987), chilenischer Fußballspieler
- Carmona, Chango (* 1944), mexikanischer Boxer
- Carmona, Cinthya (* 1990), US-amerikanisch-kolumbianische Theater- und Filmschauspielerin sowie Tänzerin
- Carmona, Jacques (1934–2020), französischer Mathematiker
- Carmona, Jomarie (* 1999), puerto-ricanische Leichtathletin
- Carmona, María (* 1999), nicaraguanische Sprinterin
- Carmona, Mateo (* 2001), kolumbianischer Radrennfahrer
- Carmona, Moisés (1912–1991), mexikanischer Geistlicher, Bischof in Acapulco
- Carmona, Olga (* 2000), spanische FußballspielerinOlga Carmona (* 2000)

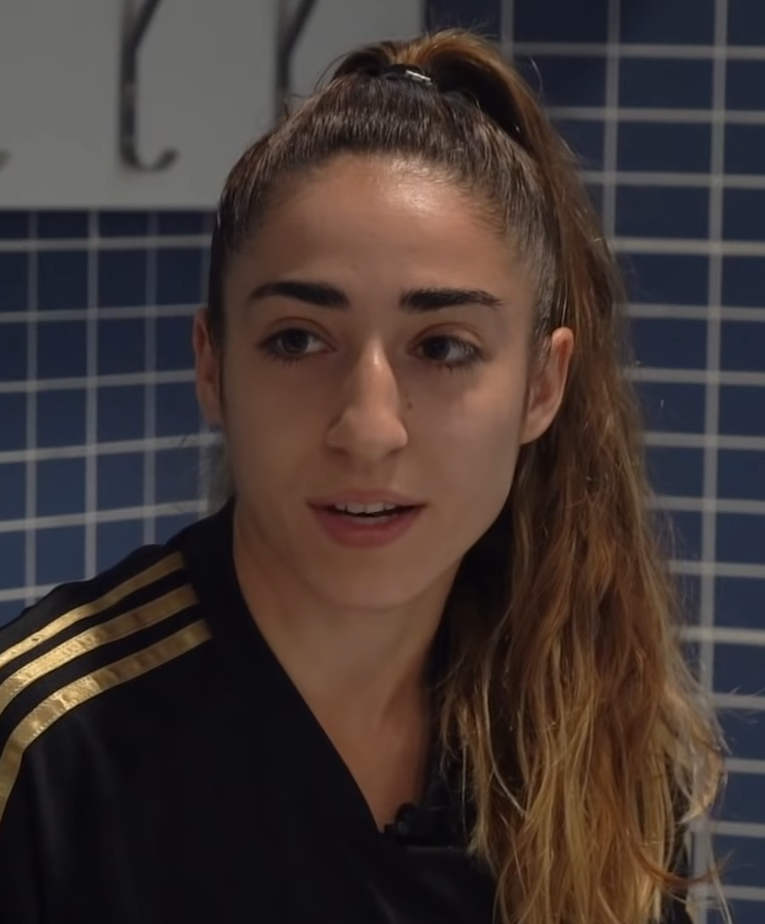
Olga Carmona (* 2000)

- Carmona, Pedro (* 1941), venezolanischer Industrieller und Interimspräsident
- Carmona, Salvador (* 1975), mexikanischer Fußballspieler
- Carmona, Samuel (* 1996), spanischer Boxer
- Carmona, Sergio (* 2004), spanischer Fußballspieler
- Carmona, Walter (* 1957), brasilianischer Judoka
- Carmona-Alvarez, Pedro (* 1972), norwegischer Schriftsteller und Musiker
- Carmontelle, Louis (1717–1806), französischer Maler, Erfinder und Landschaftsgestalter
- Carmoy, Thomas (* 2000), belgischer Hochspringer